# Relações entre Egito e Japão
As relações entre Egito e Japão são relações externas entre o Egito e o Japão. Tais relações são descritas pelo embaixador egípcio no Japão como uma "amizade muito forte", com embaixadas mutuamente estabelecidas. Atualmente, as duas nações mantêm uma relação cordial com fortes relações econômicas e comerciais.

## História

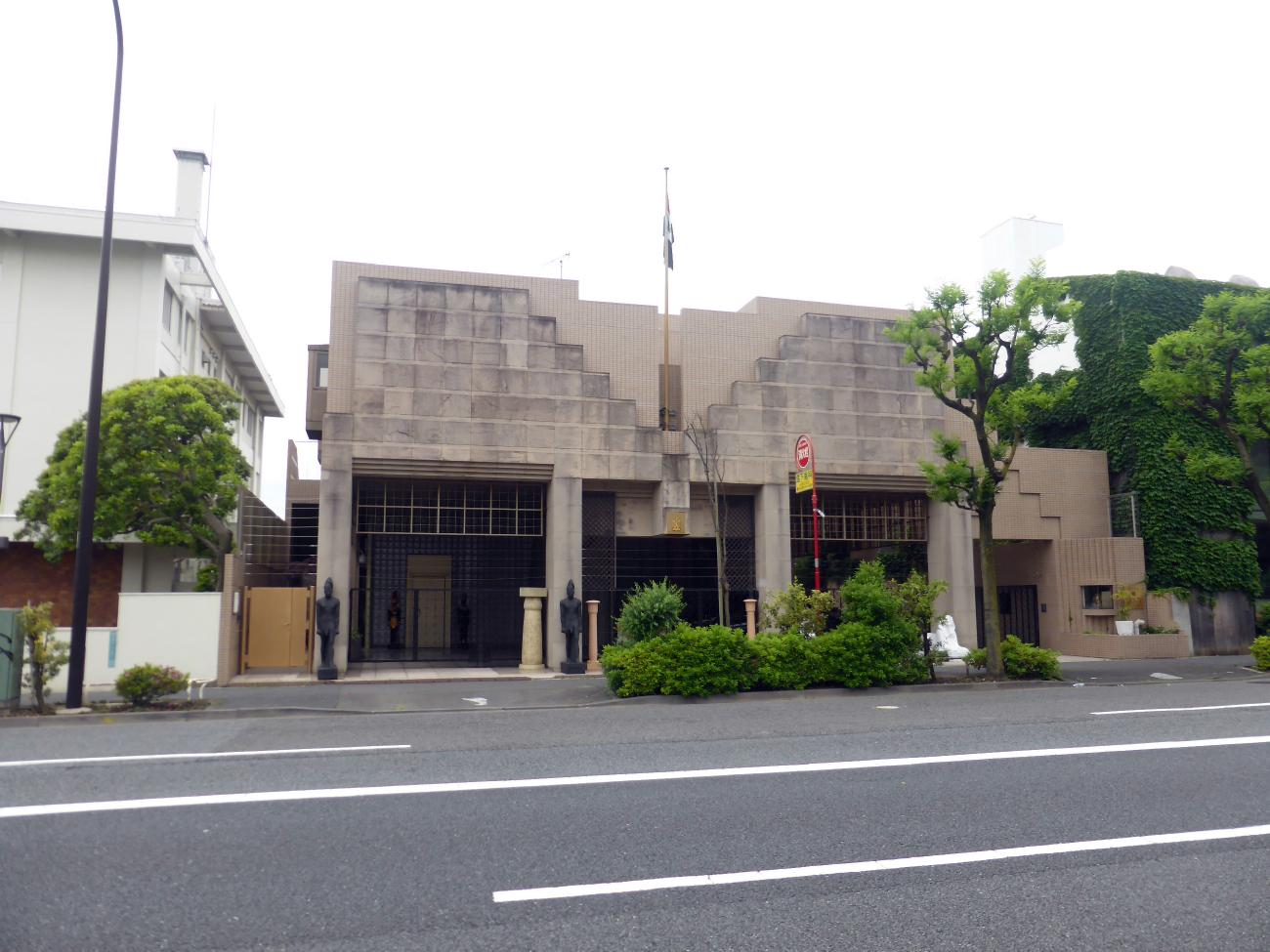
Embaixada do Egito em Tóquio

As relações entre os dois países remontam desde o século XIX. No entanto, as relações modernas foram estabelecidas em 1922, quando o Japão reconheceu a independência do Egito.  Desde então, há uma história de um relacionamento cordial, com várias visitas de diplomatas sêniores e, principalmente, visitas dos respectivos chefes de estado. Em 1995, o primeiro-ministro japonês, Tomiichi Murayama visitou o Egito e o presidente do Egito, Hosni Mubarak visitou o Japão em 1983, 1995 e 1999.
Entre 1998 e 2002, o Japão emprestou, concedeu e forneceu mais de US$ 3,5 bilhões ao Egito. Em 2002, o comércio bilateral entre o Egito e o Japão excedeu US$ 1 bilhão, dando ambulâncias, uma ponte e um centro de visitantes no Vale dos Reis.
Em outubro de 2009, 1051 cidadãos japoneses residiam no Egito. 90.000 japoneses visitaram o Egito em 2009 e 3.500 egípcios visitaram o Japão em 2007.

## Diplomacia
O Japão considera o Egito como um ponto importante no Oriente Médio e, como tal, vê o Egito como parte vital de sua diplomacia na região. Os dois chefes de governo são conhecidos por apoiarem-se mutuamente em questões relacionadas ao processo de paz no Oriente Médio.
Os dois países mantêm um "Comitê Conjunto" dedicado a explorar desenvolvimentos em áreas de interesse mútuo para os dois países.